# Зализняк, Анна Андреевна
А́нна Андре́евна Зализня́к (род. 10 сентября 1959, Москва) — российский лингвист, доктор филологических наук, главный научный сотрудник Института языкознания РАН (ИЯз РАН). В сферу научных интересов А. А. Зализняк входят лексическая семантика, контрастивная семантика и семантическая типология, русская аспектология, языковая картина мира для русского языка в межкультурной перспективе, русский, славянские, романские и германские языки.

## Биография
Родилась 10 сентября 1959 года в Москве.
Дочь лингвистов А. А. Зализняка и Е. В. Падучевой.
В 1981 году окончила Отделение структурной и прикладной лингвистики филологического факультета МГУ, работала в различных подразделениях Института языкознания АН СССР (РАН). Кандидат филологических наук (1985, диссертация на тему «Функциональная семантика предикатов внутреннего состояния (на материале французского языка)»). С 1986 года была членом проблемной группы «Логический анализ языка» (под руководством Н. Д. Арутюновой) при ИЯз РАН. С 2001 года — член рабочей группы по теории грамматики при ИЯз РАН, руководимой В. А. Плунгяном, с 2002 года — руководитель семинара по семантической типологии в ИЯз РАН.
В 2003 году защитила докторскую диссертацию на тему «Многозначность в языке и способы её представления». Руководитель проектов «Словарь семантических переходов в языках мира», «Русская аспектология: в защиту видовой пары». Член редколлегии журнала «Филологические науки».

### Книги
- Зализняк А. А. Исследования по семантике предикатов внутреннего состояния. — München: Sagner, 1992.
- Зализняк А. А., Шмелёв А. Д. Введение в русскую аспектологию. — М.: Языки русской культуры, 2000. — (Studia philologica). — ISBN 5-7859-0170-6.
- Зализняк А. А., Левонтина И. Б., Шмелёв А. Д. Ключевые идеи русской языковой картины мира. — М.: Языки русской культуры, 2005. — (Язык. Семиотика. Культура). — ISBN 5-94457-104-7.
- Зализняк А. А. Многозначность в языке и способы её представления. — М.: Языки славянских культур, 2006. — 672 с. — (Studia philologica). — 1200 экз. — ISBN 5-9551-0114-4.
- Зализняк А. А., Левонтина И. Б., Шмелев А. Д. Константы и переменные русской языковой картины мира. — M.: Языки славянских культур, 2012. — 696 с. — (Язык. Семиотика. Культура).
- Зализняк А. А. Русская семантика в типологической перспективе. — М.: Языки славянской культуры, 2013.
- Зализняк А. А., Микаэлян И. Л., Шмелёв А. Д. Русская аспектология: в защиту видовой пары. — М.: Языки славянской культуры, 2015.
- Зализняк Анна А., Шмелев А. Д. Исследования по русской и компаративной семантике. — М.: Издательский Дом ЯСК, 2021. — 552 с. — (Studia philologica).  — ISBN 978-5-907290-46-4.

### Статьи
- Зализняк А. А. Дневник: к определению жанра // Новое литературное обозрение. — № 106. — С. 162—181.
- Зализняк А. А. Опыт моделирования семантики приставочных глаголов в русском языке // Russian Linguistics. — 1995. — Vol. 19.2. — P. 143—185.
- Зализняк А. А. Отражение национального характера в лексике русского языка // Russian Linguistics. — 1996. — Vol. 20.2-3. — P. 237—264.
- Зализняк А. А. Русская семантика в типологической перспективе. К вопросу о термине ‘языковая картина мира’ // Russian Linguistics. — 2013. — Vol. 37.1. — P. 5—20.
- Зализняк А. А. Семантика кавычек // Труды Международного семинара «Диалог’2007» по компьютерной лингвистике и её приложениям. — М., 2007.
- Зализняк А. А. Семантический переход как объект типологии // Вопросы языкознания. — 2013. — № 2. — С. 32—51.
- Зализняк А. А. Счастье и наслаждение в русской языковой картине мира // Русский язык в научном освещении. — 2003. — № 5. — С. 85—105.
- Зализняк А. А. Феномен многозначности и способы его описания // Вопросы языкознания. — М., 2004. — № 2. — С. 20—45.
- Зализняк А., Левонтина И., Шмелев А. Ключевые идеи русской языковой картины мира // Отечественные записки. — 2002. — № 3. — 248—261.
- Микаэлян И. Л., Шмелев А. Д., Зализняк А. А. Видовая коррелятивность в русском языке: в защиту видовой пары // Вопросы языкознания. — 2010. — № 1. — 3—23.

### Статьи в энциклопедии
- Зализняк, А. А. Вид // Энциклопедия «Кругосвет».
- Зализняк, А. А. Внутренняя форма слова // Энциклопедия «Кругосвет».
- Зализняк, А. А. Способ действия // Энциклопедия «Кругосвет».
- Зализняк, А. А. Языковая картина мира // Энциклопедия «Кругосвет».